# Архів Ягеллонського університету
Архів Ягеллонського університету нагромаджує матеріали інституції, яка вже функціонує майже 650 років. Ягеллонський університет, один із найстаріших науково-виховних осередків у Центральній Європі, зобов'язаний своїм існуванням далекоглядній політиці видатного правителя, королю Казимиру Великому, який після напружених зусиль призвів у 1364 році до створення Studium Generale в Кракові. Реорганізований 1400 року Владиславом II Ягайлом. Суттєве значення мав запис про передачу на університет особистих активів королеви Ядвіги. Краківська академія складалася з чотирьох факультетів: вільних мистецтв, медицини, права і теології (з 1397 р.).

## Історія архіву
Своїми початками архів сягає XIV ст., періоду створення у Кракові Studium Generale. У ректораті нагромаджували пергаментні й папері документи. Їх зберігали разом із цінностями університету в сховищі Великого Колегіуму (Kolegium Większe). Спочатку дипломи розміщували у дубовій скрині, а потім у спеціальній шафі з висувними ящиками. Наприкінці XV ст. цей оригінальний архівний фонд налічував більше 250 пергаментів.
Крім дипломів почали систематизувати й зберігати статути, ухвали і висновки засідань Генеральної Асамблеї, нагромаджують університетську метрику, збирають кореспонденцію і вироки ректорського суду. Ці документи становлять спадщину діяльності центральної влади університету. Поруч із ними діяв дидактичний університетський поділ зорганізований у рамках чотирьох окремих факультети, що утворюють власну документацію. Професорське повсякденне життя тривало в рамках колегіальної системи, відповідної частини факультету університету. Діяли: Великий Колегіум (Kolegium Większe) (філософи і богослови), Малий Колегіум (Kolegium Mniejsze) (філософи) і Юридичний Колегіум (Kolegium Prawnicze). Важливою частиною старопольського фонду становить унікальна колекція документів так званих боркарн (borkarn), або першої стипендіальної системи в Європі. Уже в XVI ст. систематизують усі зібрані документи. Перший опис документів складений в 1530 р. Анжеєм Глаберем (Andrzej Glaber) із Кобиліна.
Університетський архів, який підпорядковувався ректору, протягом десятиліть залишався занедбаним. Тільки з другої чверті XVIII ст. почалися клопотання щодо архіву, але які до кінця так і не були реалізовані. Вони проводились інтенсивно з боку ректора і у зв'язку з відвідуванням університету Ґуго Коллонтаєм, а з 70-х років XVIII ст. посортовано та попередньо каталогізовано архівний фонд університету. Зокрема, слід підкреслити, що в 1780 році призначили нотаріального ректора, св. Вавжиньца Буларнєґо (Wawrzyńca Bularniego), на посаду архіваріуса. Протягом деякого періоду часу підтримувався зв'язок університетського архіву з діяльністю самої канцелярії університету.
У 1796 році при Фіскальній службі в Кракові був створений Архівний фонд освіти на чолі з Францішеком Цернером (Franciszek Cerner). Австрійська влада змусила Краківській університет направити архівні колекції в Фондовий архів. Було перенесено близько 25 000 паперових і пергаментних документів. Крім того, були розроблені алфавітні покажчики для 267 рукописних книг. У липні 1810 р. Архівний фонд освіти був переміщений до Варшави і поміщений у Національний архів. Тільки після Віденського договору, на початку 1817 р., документи Ягеллонського університету повернулись до Кракова, а в наступному році були відданні університету.
Під час другого поділу Польщі Краків, як і вся Галичина, знаходився під австрійським пануванням і масово онімечувався, але все одно Ягеллонський університет не втрачав свою особливу позицію в польській культурі. Взагалі, перша половина XIX ст. видалася складним періодом у розвитку університету і архіву. Ситуація тільки в 60-х роках XIX ст. для Ягеллонського університету покращується. Це було пов'язано з тим, що Галичині була надана автономія і почався новий етап розвитку міста й університету. Ягеллонський університет у Кракові став центром національного мислення та головним науково-дослідним центром у Європі.
Від другої половини XIX ст. починається підвищений інтерес істориків до польської документації, яка зберігалась у найстарішому університеті. Проводяться дослідження, видаються публікації, джерела. У 1881 році Владислав Віслоцкі (Władysław Wisłocki) опублікував каталог рукописів, що зберігаються в Ягеллонській бібліотеці й Архіві Ягеллонського університету. Архіви почали використовуватись з кінця XIX ст. для науково-дослідних цілей, в основному досліджуючи історію університету. У 1908 році на посаду архіваріуса Ягеллонського університету, і в той же час історіографа університету, призначили відомого історика Кракова Адам Хмєла (Adam Chmiel). Цей дослідник ввів впорядковану систему каталогів, спробував полегшити доступ до архіву. Усупереч очікуванням, однак, не призвів до відродження архівної діяльності. У 1920 році з ініціативи Станіслава Естрейхера (Stanisław Estreicher) було створено комітет, який мав підготувати програму реорганізації архіву. Після смерті Адама Хмєла в 1934 р. управління архівом перейшло до видатного історика науки і освіти Польщі Генрика Барича (Henryk Barycz). Це призвело до розширення архівних приміщень, був ініційований збір книг для бібліотеки, видавнича робота тощо. Від 1918 р. архіви, у тому числі університетські, діяли на підставі виданого 7 лютого 1919 р. декрету Глави держави про організацію державних архівів і опіки над архівами. Потрібно звернути увагу, що університетські архіви довго не посідали певне місце в організаційній структурі, а правила щодо організації виникали більше від традиції, ніж від опрацьованих і затверджених організаційних статутів.
Під час Другої світової війни Ягелонський архів зазнав важких втрат. Були зруйновані документи, які зберігались у сховищі Collegium Novum (документи XIV ст.), знищена частина документів стипендіальних і фундаційних, університет також втратив багато матеріалу з 30-х років XX ст. Під час війни, частково колекції зберігалися в приміщенні Національного архіву на вул. Гродзкєй і частково в бенедиктинському абатстві в Туньцу. У ці важкі роки архівними зібраннями опікувався Казімєж Качмарчик (Kazimierz Kaczmarczyk), колишній директор Національного архіву в Познані.
Архів Ягеллонського університету після Другої світової війни локалізувався в Collegium Novum, але тільки після багатьох місяців роботи в жовтні 1946 року забрав свої колекції з приміщення Державного архіву. До 1963 р. Архівом Ягеллонського університету керував Генрик Барич. Були отримані справи студентських організацій, документальна спадщина викладачів, матеріали періоду окупації; була проведена серйозна інвентаризаційна робота. У 1953 році опубліковано інвентаризацію пергаментних дипломів, розроблену К. Качмарчеком ще в роки війни. Анна Желенська-Хельковська (Anna Żeleńska-Chełkowska) розробила інвентарний опис Сенату і викладачів з років 1796—1849, і Юзеф Жєлінські (Józef Zieliński) опрацював документи Сенату з 1849 по 1939 роки. Команда працівників архіву почала під керівництвом Лешка Хайдукєвіча (Leszka Hajdukiewicz) (керівник архіву за роки з 1963 по 1994) роботу над біографічними нарисами науковців Ягеллонського університету з періоду XV—XX ст. У результаті реорганізації Ягеллонського університету кілька факультетів відділились. Були створені: Академія медичних наук (1950), Інститут фізичної культури (1950) та Вищої школи сільського господарства (1953). У 1954 році був відділений теологічний факультет. Після повернення в 1993 році в університет медичного факультету їх документи доповнили Архівний фонд Ягеллонського університету.

## Організаційна структура архіву Ягеллонського університет
Організаційна структура архіву Ягеллонського університету (UJ) має такий вигляд:
1. Відділ давніх актів.
2. Відділ нових актів.
3. Відділ актів Медичного колегіуму (при Ягеллонському університеті існує Медичний колегіум (Collegium Medicum UJ)).
4. Відділ історичних досліджень UJ.
5. Відділ аудіовізуальної документації.
6. Відділ позаактової документації.
7. Відділ консервації паперу і шкіри.
8. Читальня.
9. Бібліотека.
10. Секретаріат[7].

У відділі давніх актів Ягеллонського архіву зберігаються найдавніші джерела Краківського університету з періоду середньовіччя і нової епохи, тобто від заснування Краківського університету (1364 і 1400) аж до його перетворення в Головну коронну школу в результаті реформи Коллонтая (1780) і до кінця існування І Речі Посполитої (1795). Приміщення, у якому зберігається архівні матеріали ділиться на 3 зони: пергаментних документів, рукописів і паперових актів. Збір пергаментних документів охоплює 800 одиниць з 1274 по 1833 роки. Крім того, зберігалися дипломи Казимира Великого з 12.05.1364 р. і Владислава Яґєлли з 26.07.1400 р. але вони були знищені під час Другої світової війни. Документація Відділу нових актів охоплює документи факультетів і кафедр університету і також загально університетські (сенатські) з 1795 р. — це найобширніший збір у Ягеллонському архіві. У його рамках формуються фонди до 1945 р. В Архіві UJ ректор з власної ініціативи або на вимогу дирекції архіву може вилучити з доступу на певний проміжок часу певної колекції. Можливість користування даними матеріалами вимагає спеціального дозволу університетської влади. До певної частини архівних документів можна отримати доступ у науково-дослідних цілях лише з дозволу ректора або проректора (дисциплінарні акти працівників і студентів Ягеллонського університету, створені після 1945 р.; архівні матеріали осіб, які ще живі; неопубліковані дипломні роботи магістерські, докторські, здобувачів, тема яких торкається оборони і безпеки держави, нових конструкційних або технологічних винаходів або робіт, які мають конфіденційний характер).
Працівники Архіву повинні мати потрібну освіту і підвищувати свій кваліфікаційний рівень. На сьогодні вимоги до кваліфікації персоналу в архівах визначені в положенні Міністерства культури від 6 червня 2003 року про спеціалізовану освіту і документи, які можуть підтвердити набуття професійної практики, які необхідні від осіб, які займаються певними видами діяльності, пов'язаних з особовою документацію та бухгалтерією роботодавців. За даним розпорядженням, співробітники архівів, принаймні його директор, повинні завершити магістерські курси архівознавства на основі історичних наук в університеті. В Архіві UJ контроль над архівом виконує проректор. Органи Архіву є директор й Архівна рада (дорадчий і консультативний орган). При Архіві UJ працює Методична комісія як допоміжний орган директору, головним завданням якого є вивчення методологічних проблем, що виникають у процесі роботи архіву і виголошення у зв'язку з цим думок і рекомендацій, аналіз і використання досвіду польської й зарубіжної архівістики.

## Наукові проєкти архіву
Цифровий Архів Ягеллонського університету містить список всіх дисертацій, які знаходяться в архіві університету: докторських, магістерських дисертацій та дипломних робіт студентів (з повним доступом до роботи, автори яких дали свою згоду). На сайті представлені дисертації з 2004 по 2011 рік, але доступ до електронної версії є тільки тих робіт, автори яких дали згоду на публікацію в мережі. Існує окремий пошуковий сайт Архіву дипломних робіт (Archiwum Prac Dyplomowych — APD) Ягеллонського університету Була видана Постанова № 45 Ректора Ягеллонського університету від 12 червня 2006 р. щодо електронної бази даних і докторських дисертацій. Мається на увазі врегулювання основ архівування і процедур створення електронних баз даних дипломних робіт і докторських дисертацій. Наступна була Постанова № 39 Ректора Ягеллонського університету від 11 квітня 2011 р. щодо електронного архівування дипломних робіт (студентських і магістерських). У ньому йде мова про те, що з 1 травня 2011 р. при Ягеллонському університеті створюється електронний сервіс APD зв'язаний з системою USOS. APD є інтернет-ресурсом, роль якого полягає в тому, щоб допомогти архівізації дипломних робіт. У цій версії, все працює онлайн — не чекаючи міграцій між USOS і APD.

### Corpus academicum Cracoviense
Створюється електронна база студентів і професорів Краківського університету старопольського періоду: 1374—1780 рр. Керівник проєкту проф. Кжистоф Ожуг (Krzysztof Ożóg), фінансується проєкт у рамках державної програми розвитку гуманітарних наук, афілійований на Історичному факультеті Ягеллонського університету і реалізований у співробітництві з Кафедрою телекомунікації факультету інформатики, електроніки і телекомунікації Гірничо-металургійної академії в Кракові.
Електронна база даних нагромаджує інформацію з основних університетських рукописних і друкованих джерел.
База охоплює близько 120 тис. осіб. Основну інформацію біографії складають: ім'я, прізвище, по-батькові, місце походження враховуючи давній територіальний поділ, сімейний стан, перебіг університетської кар'єри, посади і нагороди, бібліотека й інші біографічні елементи в залежності від запиту. База має відкритий характер, з можливостями розвивання додаткових функцій та введення даних з інших джерел. База буде мати історичний і методологічний ступ, каталоги для користувачів, характеристику джерел, які внесені до бази, списки використаної літератури та архівних й бібліотечних ресурсів, список скорочень та опис досягнутих результатів. База можна буде переглядати не лише польською, а й англійською і німецькою мовами. Електронна база даних буде загальнодоступна в інтернеті. Дані бази вже існують в університетському середовищі в німців, чехів, французів, англійців, італійців.
Даний проєкт є наслідком декількох проєктів, які йому передували. Першим був «Біографічний словник професорів Ягеллонського університету», над яким в XIX ст. працював Юзеф Мучковскі (Józef Muczkowski) і Жегота Паулі (Żegota Pauli). Наслідком їх роботи є 16 рукописних особистих карток у зібраннях Ягеллонської бібліотеки. Другим проєктом був «Каталог наукових працівників Ягеллонського університету в 1400—1964 рр.», ініціював проєкт Генрик Барич (Henryk Barycz). З квітня 2013 р. даний проєкт реалізує Відділ історичних досліджень Ягеллонського університету.

### Corpus studiosorum Universitatis Iagellonicae
Видавництво біографії студентів Ягеллонського університету охоплює біографії студентів — документацію не тільки за період вступу, а за все навчання в університеті — за роки 1850/1851 — 1917/1918. Це видання словникового типу, авторами яких є Мєчислав Барчік (Mieczysław Barcik), Адам Чєшлак (Adam Cieślak), Павел Гашиньскі (Paweł Gaszyński) та ін. На сьогодні видано 7 томів, перший том був виданий у 1999 р. Серію планують закінчити в 2015 р.
Весь проєкт охоплює підготовку двох біографічних серій: біографії наукових працівників всіх факультетів університету від 1795 по 1945 рр. і каталог студентів, які займали на той момент посади в Національній комісії освіти (Komisji Edukacji Narodowej) (1780—1795) і першої половини XIX ст.
Основні джерела інформації для проєкту зберігаються в Ягеллонському архіві: родоводи та каталоги (так звані сенатські і факультетські). Згідно з австрійським науковим статутом оголошеним розпорядженням міністра релігії й освіти 1 жовтня 1850 р., особу, яку зараховували в студенти повинна була бути вписана до «факультетської метрики». У краківській практиці це виглядало так, що родоводи були виконані рукою студента (записувались самостійно), а каталоги — були справою чиновника університетської канцелярії. Тобто статистику можна легко проводити у відповідності з документами архіву.
Для проєкту використовуються й інші серії джерел, які доповнюють та підтверджують основну інформацію. Проєкт фінансується з бюджету самого Архіву. Усі томи Corpus studiosorum Universitatis Iagellonicae можна придбати на сайті Ягеллонського архіву.

### Alma Radio
Ягеллонський архів опрацьовує спадщину радіо-курсів Ягеллонського університету Alma Radio, які діяли в 1974—1993 рр. Після ліквідації цього навчального напрямку залишилось понад 1500 магнітних стрічок. Колекція забезпечена, очищена і на даний момент оцифрована. Залишилась скромна частина документації Alma Radio, і лише частина її описана. Описано понад 1300 аудіозаписів. У багатьох випадках не вистачає імена авторів, назви радіо-програм, дати початку запису і т. д.

### «Пам'ять університету»
Науковий проєкт «Пам'ять університету» був ініційований у січні 2010 р. Богуславом Славінським (Bogusław Sławiński) і Мацеєм Зборко (Maciej Zborko), працівниками Відділу Аудіовізуальної документації Архіву Ягелонського університету. Завдяки старанням творців від 2012 р. проєкт від патронатом Ректора Ягеллонського університету. Наукове керівництво: Польське історичне товариство, Польське фізичне товариство, Польський Інститут антропології, Польське наукове товариство археологів. Суть проєкту полягає в створенні і фіксації при житті фільмів-спогадів професорів, працівників і аспірантів Ягеллонського університету. Зібрані, а потім змонтовані матеріали дають індивідуалізовані свідчення часів, у яких жили і творили респонденти, згадується їх діяльність і наукові доробки, і в цілому таким чином формується особливий тип «колективної пам'яті», який складає університетську спільноту.